# 浦本村
浦本村（うらもとむら）は、かつて新潟県西頸城郡にあった村。

## 沿革
- 1889年（明治22年）4月1日 - 町村制の施行により、西頸城郡中浜村、中宿村及び間脇村の区域をもって、西頸城郡浦本村が発足する。
- 1901年（明治34年）11月1日 - 西頸城郡鬼伏村を編入する。
- 1942年（昭和17年）4月1日 - 大字鬼伏の区域を西頸城郡木浦村に編入する。
- 1954年（昭和29年）6月1日 - 西頸城郡糸魚川町、浦本村、下早川村、上早川村、大和川村、西海村、大野村、根知村及び小滝村が合併して、糸魚川市が発足する。